# Su (Unix)
A su (a  substitute user vagy switch user rövidítése) egy olyan Unix parancs, mely egy másik felhasználó nevében az ő shell-ét futtatja, anélkül, hogy az eredeti felhasználó kijelentkezne. Általában arra használják, hogy root felhasználói jogosultságokat igénylő programokat futtassanak ki- és bejelentkezések nélkül. Más felhasználó nevébe is át lehet lépni; ezt a root szokta megtenni, hogy kipróbálja, van-e megfelelő joga a felhasználónak.
su - felhasználó alakban kiadva lefuttatja a felhasználó bejelentkező scriptjeit is.
A KDE és GNOME desktop környezetekben is felbukkan, melyekben a program szintén kér felhasználói jelszót ahhoz, hogy olyan  parancsokat futtasson, melyek általában speciális hozzáférést igényelnek.
Amikor felhasználó nélkül hivatkozunk, a parancs a root felhasználó veszi alapértelmezetten ( ez azonos a su root paranccsal).

## Használata
Ha beírjuk a parancssora a su parancsot, akkor ez egy jelszó beírását követeli.
```
geza@localhost:~$ su
Password: 
root@localhost:/home/geza# exit
logout
geza@localhost:~$

```

Bejelentkezhetünk más felhasználókra is, például a su felhasznalo paranccsal.
```
geza@localhost:~$ su emese
Password:
emese@localhost:/home/geza$ exit
logout
geza@localhost:~$

```

Vagy például:
```
john@localhost:~$ su - jane
Password:
jane@localhost:~$

```